# Філон Стрибель
Філон Стрибель, також Пилип Стрибиль  — руський (український) зем'янин або шляхтич, урядник Українських земель Республіки Обох Націй (Речі Посполитої). Уряд (посада) — київський воєвода у 1592—1594 роках, гродський суддя у 1595—1605 роках, чашник київський у 1594—1633 роках; перебуваючи на ній, був призначений королем одним з комісарів для укладення Куруківської угоди в 1625 році. Пізніше серед цих комісарів був одним з кількох обраний для перевірки прав і складання реєстру козацького війська. Підписав Акт заснування Києво-Могилянського колегіуму. На сеймику в Житомирі 12 вересня 1611 року обирається депутатом до коронного трибуналу.